# Vem är denne som ibland oss går
Vem är denne som ibland oss går är en sång med text av John Appelberg från 1920. Musiken är av okänt ursprung.

## Publicerad i
- Frälsningsarméns sångbok 1929 som nr 363 under rubriken "Jubel, erfarenhet och vittnesbörd".
- Musik till Frälsningsarméns sångbok 1930 som nr 363.
- Frälsningsarméns sångbok 1968 som nr 351 under rubriken "Det Kristna Livet - Jubel och tacksägelse".
- Frälsningsarméns sångbok 1990 som nr 451 under rubriken "Helgelse".